# Catanzaro Calcio 2011 2017-2018
Questa voce raccoglie le informazioni riguardanti il Catanzaro Calcio 2011 nelle competizioni ufficiali della stagione 2017-2018.

## Stagione
La stagione 2017-2018 è per il Catanzaro la 26ª partecipazione alla terza serie del Campionato italiano di calcio.
La stagione si apre con un nuovo assetto societario: il 6 luglio 2017, Giuseppe Cosentino, fino ad allora patron della squadra, cede le proprie quote ad una cordata formata all'85% Az Spa, al 5% Nicola Santacroce, 5% a Maurizio Mottola d’Amato, 5% alla “A1971 srl” diretta da Domenico Meddis. L'atto di cessione è stato firmato nello studio del notaio Rocco Guglielmo, mentre Floriano Noto è stato nominato presidente della squadra giallorossa.
Il 7 agosto ha preso il via la campagna abbonamenti.
L'esordio stagionale con il tecnico Alessandro Erra avviene il 20 agosto 2017, nella prima partita del Girone I di Coppa Italia Serie C, perdendo (1-0) il derby contro la Reggina, nella seconda partita arriva il bis, il 29 agosto il Rende si impone al Ceravolo (1-2), passa la Reggina
La prima di campionato, invece, arriva il 26 agosto 2017, presso lo Stadio Nicola Ceravolo, contro la Casertana con vittoria (2-1), nel girone di andata i giallorossi raccolgono 25 punti, da metà ottobre al posto di Erra c'è Davide Dionigi, nel girone di ritorno i punti ottenuti sono solo 17 i punti, ma i 42 punti finali bastano per mantenere la categoria.

## Organigramma societario
Organigramma societario tratto dal sito ufficiale.
Area direttiva
- Presidente: Floriano Noto
- Direttore generale: Francesco Maglione[10]

Collegio Sindacale
- Presidente: Francesco Muraca
- Sindaco : Luciano Pirrò, Caterina Caputo
- Supplenti: Andrea Aceto, Francesco Leone

Area tecnica
- Allenatore: Alessandro Erra
- Allenatore in seconda: Giuseppe Saladino
- Allenatore Portieri: Pasquale Pastore
- Preparatori Atletici: Antonio Raione, Giuseppe Talotta
- Team Manager: Michele Serraino

Area Medica
- Responsabili Staff Medico: Dott.ssa Monica Celi, Dott. Francesco de Francesca
- Medici Sociali: Dott. Enzo Macrì, Dott. Giuseppe Gualtieri, Dott. Roberto Ceravolo

## Divise e sponsor
Lo sponsor tecnico per la stagione 2017-2018 è Ready, mentre il Main Sponsor sarà Guglielmo Caffè.
| Casa | Trasferta | Terza divisa |

## Rosa
Dal sito internet ufficiale della società.
| N. |                    | Ruolo | Calciatore             |
| -- | ------------------ | ----- | ---------------------- |
| 1  | Italia (bandiera)  | P     | Emanuele Nordi ()      |
| 2  | Italia (bandiera)  | D     | Manuel Nicoletti       |
| 3  | Italia (bandiera)  | D     | Roberto Sabato         |
| 4  | Italia (bandiera)  | C     | Simone Icardi          |
| 5  | Italia (bandiera)  | C     | Mattia Maita           |
| 6  | Italia (bandiera)  | C     | Alessio Benedetti      |
| 6  | Italia (bandiera)  | D     | Stefano Cason          |
| 7  | Italia (bandiera)  | D     | Matteo Zanini          |
| 8  | Belgio (bandiera)  | C     | Kenneth Van Ransbeeck  |
| 9  | Italia (bandiera)  | A     | Saveriano Infantino    |
| 10 | Italia (bandiera)  | A     | Evangelista Cunzi      |
| 11 | Romania (bandiera) | C     | Marius Marin           |
| 12 | Italia (bandiera)  | P     | Gianluca Marcantognini |
| 13 | Italia (bandiera)  | D     | Giacomo Gambaretti     |
| 14 | Italia (bandiera)  | D     | Cristian Riggio        |
| 16 | Italia (bandiera)  | D     | Domenico Marchetti     |
| 17 | Italia (bandiera)  | D     | Francesco Di Nunzio    |

| N. |                      | Ruolo | Calciatore           |
| -- | -------------------- | ----- | -------------------- |
| 18 | Italia (bandiera)    | A     | Antonio Letizia      |
| 19 | Romania (bandiera)   | C     | Daniel Onescu        |
| 20 | Italia (bandiera)    | C     | Mirco Spighi         |
| 21 | Italia (bandiera)    | A     | Hicham Kanis         |
| 22 | Italia (bandiera)    | P     | Matteo Pellegrino    |
| 23 | Italia (bandiera)    | D     | Alex Sirri           |
| 24 | Italia (bandiera)    | D     | Marco Imperiale      |
| 24 | Gambia (bandiera)    | A     | Modou Badjie         |
| 25 | Croazia (bandiera)   | A     | Antonio Lukanović    |
| 26 | Italia (bandiera)    | A     | Francesco Puntoriere |
| 27 | Italia (bandiera)    | A     | Valerio Anastasi     |
| 28 | Italia (bandiera)    | A     | Luigi Falcone        |
| 32 | Italia (bandiera)    | D     | Francesco De Giorgi  |
| 33 | Uruguay (bandiera)   | D     | Antonio Sepe         |
| 34 | Argentina (bandiera) | A     | Gaston Corado        |
| 36 | Italia (bandiera)    | A     | Marco Valotti        |

## Calciomercato

### Sessione estiva(dal 1/7 al 31/8)
| Acquisti | Acquisti               | Acquisti       | Acquisti      |
| R.       | Nome                   | da             | Modalità      |
| -------- | ---------------------- | -------------- | ------------- |
| P        | Emanuele Nordi         | AlbinoLeffe    | definitivo    |
| P        | Gianluca Marcantognini | Matelica       | definitivo    |
| D        | Angelo Bruno           | Gela           | fine prestito |
| D        | Fortunato Lugliese     | Palmese        | fine prestito |
| D        | Domenico Marchetti     | Maceratese     | definitivo    |
| D        | Leonardo Longo         | Paganese       | fine prestito |
| D        | Giacomo Gambaretti     | Cremonese      | prestito      |
| D        | Manuel Nicoletti       | Crotone        | prestito      |
| D        | Francesco Di Nunzio    | Südtirol       | definitivo    |
| C        | Marius Marin           | Sassuolo       | prestito      |
| C        | Daniel Onescu          | Fidelis Andria | definitivo    |
| A        | Simone Caruso          | Paganese       | fine prestito |
| A        | Diogo Tavares          | Catania        | fine prestito |
| A        | Francesco Puntoriere   | Virtus Entella | prestito      |
| A        | Hicham Kanis           | Novara         | prestito      |
| A        | Antonio Lukanovic      | Novara         | prestito      |
| A        | Saveriano Infantino    | Matera         | definitivo    |
| A        | Luigi Falcone          | Reggiana       | definitivo    |
| A        | Valerio Anastasi       | Catania        | definitivo    |
| A        | Antonio Letizia        | Foggia         | prestito      |

| Cessioni | Cessioni           | Cessioni           | Cessioni              |
| R.       | Nome               | a                  | Modalità              |
| -------- | ------------------ | ------------------ | --------------------- |
| P        | Loris Cannizzaro   | Reggiomediterranea | definitivo            |
| P        | Victor De Lucia    | Bari               | definitivo            |
| P        | Tomas Švedkauskas  | Roma               | fine prestito         |
| D        | Giuseppe Prestia   | Virtus Francavilla | definitivo            |
| D        | Gianluca Di Chiara | Perugia            | definitivo            |
| D        | Mirko Esposito     | Crotone            | fine prestito         |
| D        | Danilo Pasqualoni  | Reggina            | risoluzione contratto |
| D        | Leonardo Longo     |                    | risoluzione contratto |
| C        | Imperio Carcione   | Paganese           | definitivo            |
| C        | Franck Cedric      | Roma               | fine prestito         |
| C        | Nicholas Bensaja   | Pescara            | fine prestito         |
| A        | Guido Gomez        | Renate             | rescissione           |
| A        | Diogo Tavares      | Sicula Leonzio     | rescissione           |
| A        | Manuel Sarao       | Monopoli           | definitivo            |
| A        | Simone Caruso      | Rende              | risoluzione contratto |

## Risultati

### Serie C

#### Girone di andata
| Arbitro: | Perotti (Legnano) |

|                       |           |              |
| Cunzi 25’ Falcone 31’ | Marcatori | 53’ Alfageme |

| Arbitro: | Prontera (Bologna) |

|                           |           |                  |
| Sciamanna 35’ Porcino 68’ | Marcatori | 51’ A. Benedetti |

| Catanzaro 10 settembre 2017, ore CEST 3ª giornata | Catanzaro              | 0 – 0 | Juve Stabia | Stadio Nicola Ceravolo\| Arbitro: \| Marchetti (Ostia Lido) \| |
| Arbitro:                                          | Marchetti (Ostia Lido) |       |             |                                                                |

| Arbitro: | Paterna (Teramo) |

|  |           |                            |
|  | Marcatori | 30’ A. Letizia 90+2’ Cunzi |

| Arbitro: | Cipriani (Empoli) |

|                 |           |                                     |
| Lukanovic 90+2’ | Marcatori | 5’ Lepore 14’ Torromino 45’ Cosenza |

| Arbitro: | N. Marini (Trieste) |

|            |           |                  |
| Marano 83’ | Marcatori | 51’, 70’ Falcone |

| Arbitro: | Lorenzin (Castelfranco Veneto) |

|                                           |           |          |
| A. Letizia 6’ (rig.) Riggio 17’ Cunzi 85’ | Marcatori | 35’ Sepe |

| Arbitro: | Fiorini (Frosinone) |

|                          |           |                      |
| Vivacqua 17’ Coppola 90’ | Marcatori | 79’ (rig.) Infantino |

| Arbitro: | Mei (Pesaro) |

|  |           |                           |
|  | Marcatori | 31’ Casoli 90+4’ Battista |

| Arbitro: | Annaloro (Collegno) |

|                                        |           |                                     |
| Reginaldo 23’ Bastoni 29’ Maracchi 31’ | Marcatori | 61’ Zanini 64’ Infantino 75’ Onescu |

| Catanzaro 28 ottobre 2017, ore 18:30 CEST 11ª giornata | Catanzaro                  | 0 – 0 | Fidelis Andria | Stadio Nicola Ceravolo\| Arbitro: \| Garofalo (Torre del Greco) \| |
| Arbitro:                                               | Garofalo (Torre del Greco) |       |                |                                                                    |

| Arbitro: | Pasciuta (Agrigento) |

|                  |           |  |
| G. Maccarrone 7’ | Marcatori |  |

| Arbitro: | Zingarelli (Siena) |

|               |           |  |
| A. Letizia 6’ | Marcatori |  |

| Arbitro: | Valiante (Salerno) |

|              |           |  |
| Caccetta 54’ | Marcatori |  |

| Arbitro: | Viotti (Tivoli) |

|                           |           |              |
| Zanini 31’ A. Letizia 46’ | Marcatori | 95’ D'Orazio |

| Arbitro: | De Santis (Lecce) |

|                    |           |             |
| T. Parisi 15’, 50’ | Marcatori | 28’ Falcone |

| Arbitro: | Zufferli (Udine) |

|          |           |  |
| Maita 9’ | Marcatori |  |

| 10 dicembre 2017 18ª giornata |  | – Turno di riposo Catanzaro |  |  |

| Arbitro: | Capone (Palermo) |

|                     |           |            |
| Meroni 90+4’ (aut.) | Marcatori | 31’ Talamo |

#### Girone di ritorno
| Arbitro: | Volpi (Arezzo) |

|                          |           |             |
| Turchetta 11’ D'Anna 52’ | Marcatori | 44’ Falcone |

| Arbitro: | Amabile (Vicenza) |

|  |           |                 |
|  | Marcatori | 52’ Bianchimano |

| Arbitro: | D'Ascanio (Ancona) |

|                   |           |                |
| Zanini 27’ (aut.) | Marcatori | 87’ A. Letizia |

| Arbitro: | Marchetti (Ostia Lido) |

|               |           |  |
| Infantino 32’ | Marcatori |  |

| Arbitro: | Proietti (Terni) |

|                                               |           |                |
| Saraniti 12’ Di Nunzio 55’ (aut.) Mancosu 70’ | Marcatori | 26’ A. Letizia |

| Arbitro: | De Remigis (Teramo) |

|  |           |                                                 |
|  | Marcatori | 74’ Marano 78’ (rig.) Arcidiacono 87’ C. Foggia |

| Arbitro: | Ricci (Firenze) |

|            |           |                       |
| Mileto 54’ | Marcatori | 20’ Spighi 79’ Corado |

| Arbitro: | Marcenaro (Genova) |

|  |           |               |
|  | Marcatori | 71’ D. Franco |

| Arbitro: | De Santis (Lecce) |

|                    |           |               |
| Dugandžić 16’, 28’ | Marcatori | 53’ Infantino |

| Arbitro: | Meraviglia (Pistoia) |

|                      |           |                         |
| Infantino 51’ (rig.) | Marcatori | 40’ Polidori 57’ Evacuo |

| Arbitro: | Robilotta (Sala Consilina) |

|                          |           |                |
| Lattanzio 25’ Quinto 56’ | Marcatori | 28’ Gambaretti |

| Arbitro: | Zufferli (Udine) |

|               |           |              |
| Infantino 81’ | Marcatori | 43’ Anastasi |

| Arbitro: | Cudini (Fermo) |

|  |           |                          |
|  | Marcatori | 52’ De Giorgi 55’ Zanini |

| Arbitro: | Camplone (Pescara) |

|  |           |                                                   |
|  | Marcatori | 48’ Barisic 53’ Curiale 85’ F. Ripa 90+1’ Porcino |

| Cosenza 8 aprile 2018, ore CEST 34ª giornata | Cosenza        | 0 – 0 | Catanzaro | Stadio San Vito\| Arbitro: \| Volpi (Arezzo) \| |
| Arbitro:                                     | Volpi (Arezzo) |       |           |                                                 |

| Arbitro: | D'Ascanio (Ancona) |

|            |           |  |
| Riggio 23’ | Marcatori |  |

| Arbitro: | D'Apice (Arezzo) |

|             |           |            |
| Addessi 56’ | Marcatori | 22’ Spighi |

| 29 aprile 2018, ore CEST 37ª giornata |  | – Turno di riposo Catanzaro |  |  |

| Pagani 6 maggio 2018, ore CEST 38ª giornata | Paganese           | 0 – 0 | Catanzaro | Stadio Marcello Torre\| Arbitro: \| Meleleo (Casarano) \| |
| Arbitro:                                    | Meleleo (Casarano) |       |           |                                                           |

### Coppa Italia Serie C

#### Girone I
| Squadra   | P.ti | G | V | N | P | GF | GS | DR |
| --------- | ---- | - | - | - | - | -- | -- | -- |
| Rende     | 3    | 1 | 1 | 0 | 0 | 2  | 1  | +1 |
| Reggina   | 3    | 1 | 1 | 0 | 0 | 1  | 0  | +1 |
| Catanzaro | 0    | 1 | 0 | 0 | 1 | 0  | 1  | -1 |

| Arbitro: | Mantelli (Brescia) |

|                 |           |  |
| Bezziccheri 71’ | Marcatori |  |

| Arbitro: | Cascone (Nocera Inferiore) |

|                    |           |                          |
| Marchio 70’ (aut.) | Marcatori | 7’ Felleca 47’ D. Franco |

## Statistiche

### Statistiche di squadra
| Competizione         | Punti | In casa | In casa | In casa | In casa | In casa | In casa | In trasferta | In trasferta | In trasferta | In trasferta | In trasferta | In trasferta | Totale | Totale | Totale | Totale | Totale | Totale | DR  |
| Competizione         | Punti | G       | V       | N       | P       | Gf      | Gs      | G            | V            | N            | P            | Gf           | Gs           | G      | V      | N      | P      | Gf     | Gs     | DR  |
| -------------------- | ----- | ------- | ------- | ------- | ------- | ------- | ------- | ------------ | ------------ | ------------ | ------------ | ------------ | ------------ | ------ | ------ | ------ | ------ | ------ | ------ | --- |
| Serie C              | 42    | 18      | 7       | 4       | 7       | 15      | 21      | 18           | 4            | 5            | 9            | 20           | 24           | 36     | 11     | 9      | 16     | 31     | 40     | -9  |
| Coppa Italia Serie C | 0     | 1       | 0       | 0       | 1       | 1       | 2       | 1            | 0            | 0            | 1            | 0            | 1            | 2      | 0      | 0      | 2      | 1      | 3      | -2  |
| Totale               | 42    | 19      | 7       | 4       | 8       | 16      | 23      | 19           | 4            | 5            | 19           | 20           | 25           | 38     | 11     | 9      | 18     | 32     | 43     | -11 |

### Andamento in campionato
| Giornata  | 1 | 2 | 3 | 4 | 5 | 6 | 7 | 8 | 9 | 10 | 11 | 12 | 13 | 14 | 15 | 16 | 17 | 18 | 19 | 20 | 21 | 22 | 23 | 24 | 25 | 26 | 27 | 28 | 29 | 30 | 31 | 32 | 33 | 34 | 35 | 36 | 37 | 38 |
| --------- | - | - | - | - | - | - | - | - | - | -- | -- | -- | -- | -- | -- | -- | -- | -- | -- | -- | -- | -- | -- | -- | -- | -- | -- | -- | -- | -- | -- | -- | -- | -- | -- | -- | -- | -- |
| Luogo     | C | T | C |   |   |   |   |   |   |    |    |    |    |    |    |    |    |    |    |    |    |    |    |    |    |    |    |    |    |    |    |    |    |    |    |    |    |    |
| Risultato | V | P | N |   |   |   |   |   |   |    |    |    |    |    |    |    |    |    |    |    |    |    |    |    |    |    |    |    |    |    |    |    |    |    |    |    |    |    |
| Posizione | 3 | 6 | 6 |   |   |   |   |   |   |    |    |    |    |    |    |    |    |    |    |    |    |    |    |    |    |    |    |    |    |    |    |    |    |    |    |    |    |    |

Fonte:  Italian Lega Pro 1 Divisione C, su corrieredellosport.it, corrieredellosport.it. URL consultato il 27 agosto 2017 (archiviato dall'url originale il 7 luglio 2017).
Legenda:

Luogo: C = Casa; T = Trasferta. Risultato: V = Vittoria; N = Pareggio; P = Sconfitta.

### Statistiche dei giocatori
I giocatori in corsivo trasferiti a stagione in corso.
| Giocatore        | Serie C  | Serie C | Serie C     | Serie C    | Coppa Italia Serie C | Coppa Italia Serie C | Coppa Italia Serie C | Coppa Italia Serie C | Totale   | Totale | Totale      | Totale     |
| Giocatore        | Presenze | Reti    | Ammonizioni | Espulsioni | Presenze             | Reti                 | Ammonizioni          | Espulsioni           | Presenze | Reti   | Ammonizioni | Espulsioni |
| ---------------- | -------- | ------- | ----------- | ---------- | -------------------- | -------------------- | -------------------- | -------------------- | -------- | ------ | ----------- | ---------- |
| P. Baccolo       | -        | -       | -           | -          | -                    | -                    | -                    | -                    | -        | -      | -           | -          |
| M. Basrak        | -        | -       | -           | -          | -                    | -                    | -                    | -                    | -        | -      | -           | -          |
| A. Benedetti     | 1        | 0       | 0           | 0          | 1                    | 0                    | 1                    | 0                    | 2        | 0      | 1           | 0          |
| A. Bruno         | -        | -       | -           | -          | -                    | -                    | -                    | -                    | -        | -      | -           | -          |
| L. Campagna      | -        | -       | -           | -          | -                    | -                    | -                    | -                    | -        | -      | -           | -          |
| S. Caruso        | -        | -       | -           | -          | -                    | -                    | -                    | -                    | -        | -      | -           | -          |
| E. Cunzi         | 1        | 1       | 0           | 0          | 1                    | 0                    | 1                    | 0                    | 2        | 1      | 1           | 0          |
| V. De Lucia      | -        | -       | -           | -          | -                    | -                    | -                    | -                    | -        | -      | -           | -          |
| L. Falcone       | 1        | 1       | 0           | 0          | -                    | -                    | -                    | -                    | 1        | 1      | 0           | 0          |
| J. Francisco     | -        | -       | -           | -          | -                    | -                    | -                    | -                    | -        | -      | -           | -          |
| G. Gambaretti    | 1        | 0       | 0           | 0          | 1                    | 0                    | 0                    | 0                    | 2        | 0      | 0           | 0          |
| G. Giovinco      | -        | -       | -           | -          | -                    | -                    | -                    | -                    | -        | -      | -           | -          |
| M. Grandi        | -        | -       | -           | -          | -                    | -                    | -                    | -                    | -        | -      | -           | -          |
| S. Icardi        | -        | -       | -           | -          | 1                    | 0                    | 0                    | 0                    | 1        | 0      | 0           | 0          |
| M. Imperiale     | 1        | 0       | 0           | 0          | 1                    | 0                    | 0                    | 0                    | 2        | 0      | 0           | 0          |
| S. Infantino     | 1        | 0       | 0           | 0          | 1                    | 0                    | 0                    | 0                    | 2        | 0      | 0           | 0          |
| D. Leone         | -        | -       | -           | -          | -                    | -                    | -                    | -                    | -        | -      | -           | -          |
| L. Longo         | -        | -       | -           | -          | -                    | -                    | -                    | -                    | -        | -      | -           | -          |
| F. Lugliese      | -        | -       | -           | -          | -                    | -                    | -                    | -                    | -        | -      | -           | -          |
| M. Maita         | 1        | 0       | 0           | 0          | 1                    | 0                    | 0                    | 0                    | 2        | 0      | 0           | 0          |
| D. Marchetti     | 1        | 0       | 0           | 0          | -                    | -                    | -                    | -                    | 1        | 0      | 0           | 0          |
| M. Marin         | -        | -       | -           | -          | 1                    | 0                    | 0                    | 0                    | 1        | 0      | 0           | 0          |
| S. Moccia        | -        | -       | -           | -          | -                    | -                    | -                    | -                    | -        | -      | -           | -          |
| M. Nicoletti     | -        | -       | -           | -          | -                    | -                    | -                    | -                    | -        | -      | -           | -          |
| E. Nordi         | 1        | -1      | 0           | 0          | 1                    | -1                   | 0                    | 0                    | 2        | -2     | 0           | 0          |
| D. Onescu        | 1        | 0       | 0           | 0          | -                    | -                    | -                    | -                    | 1        | 0      | 0           | 0          |
| D. Pasqualoni    | -        | -       | -           | -          | -                    | -                    | -                    | -                    | -        | -      | -           | -          |
| M. Patti         | -        | -       | -           | -          | -                    | -                    | -                    | -                    | -        | -      | -           | -          |
| G. Prestia       | -        | -       | -           | -          | -                    | -                    | -                    | -                    | -        | -      | -           | -          |
| F. Puntoriere    | 1        | 0       | 0           | 0          | 1                    | 0                    | 0                    | 0                    | 2        | 0      | 0           | 0          |
| C. Riggio        | 1        | 0       | 0           | 0          | 1                    | 0                    | 1                    | 0                    | 2        | 0      | 1           | 0          |
| F. Roselli       | -        | -       | -           | -          | -                    | -                    | -                    | -                    | -        | -      | -           | -          |
| R. Sabato        | -        | -       | -           | -          | -                    | -                    | -                    | -                    | -        | -      | -           | -          |
| M. Sarao         | -        | -       | -           | -          | -                    | -                    | -                    | -                    | -        | -      | -           | -          |
| A. Sirri         | 1        | 0       | 1           | 0          | 1                    | 0                    | 1                    | 0                    | 2        | 0      | 2           | 0          |
| M. Spighi        | -        | -       | -           | -          | 1                    | 0                    | 0                    | 0                    | 1        | 0      | 0           | 0          |
| K. Van Ransbeeck | 1        | 0       | 0           | 0          | -                    | -                    | -                    | -                    | 1        | 0      | 0           | 0          |
| M. Zanini        | 1        | 0       | 0           | 0          | 1                    | 0                    | 0                    | 0                    | 2        | 0      | 0           | 0          |